# Beatriz Adriana

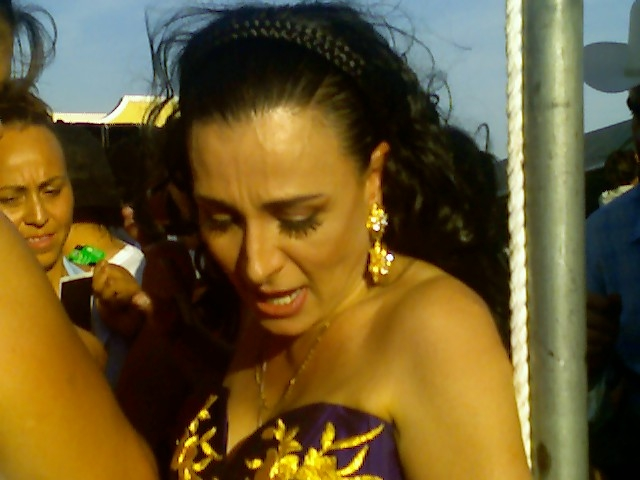
Beatriz Adriana en el Expogan de Sonora.

Beatriz Adriana Flores de Saracho (Navojoa, Sonora, México; 5 de marzo de 1955),  más conocida por su nombre artístico Beatriz Adriana, es una cantante y actriz mexicana, como intérprete está especializada en los géneros de mariachi y ranchera.

## Biografía
Beatriz Adriana Flores de Saracho. Nació en Navojoa, Sonora, México, el 5 de marzo de 1955; sus padres fueron Casimiro Flores y Aída de Saracho. Es la séptima hija de una familia de once hermanos.
A la edad de dos años Beatriz Adriana ya sentía el gusto por la música, bailaba temas como «El manisero». Luego comienza a dar sus primeros tonos musicales entonando canciones de diferentes géneros.
La música para Beatriz Adriana ha sido su mayor gusto y su pasión en toda su vida, por eso desde su infancia, al ir a las albercas de Tijuana "El Vergel" a nadar en compañía de sus hermanos ella se divertía y divertía a todo el mundo cantando improvisadamente algunas canciones. Con el paso del tiempo, el público la solicitaba y el dueño del lugar al ver el éxito fue a contratarla obteniendo el permiso de sus padres. El dueño del balneario era el señor Lucio Salazar, quien le dio su primer sueldo como artista.
En la misma ciudad de Tijuana hubo otros empresarios que también la fueron contratando para sus eventos. Uno de esos eventos se dio en la zona de Flamingos, donde comienza a participar con artistas como Marco Antonio Muñiz, José Alfredo Jiménez, Lucha Villa, Los Polivoces, y muchos artistas más.
En el año de 1970 Angélica María, al ver a la pequeña tan graciosa y simpática, por el movimiento de sus ojos, y sobre todo porque vio que era buena cantante decidió apoyarla y llevarla a Ciudad de México para que fuese escuchada en una audición por Raúl Velasco, quien dirigía el programa de televisión Siempre en domingo.
Al año siguiente de haber llegado a la capital de México, a los doce años de edad, Beatriz Adriana enfrenta la muerte de su madre, Doña Aída De Saracho, debido a un paro cardíaco. Ocurrida la tragedia, Don Casimiro Rogelio Flores se dirigió a la Ciudad de México donde se encontraba su hija, para así poder llevarla de regreso a Tijuana, la pequeña sin dudarlo le pidió a su padre hacer los sueños de su madre realidad, suplicándole su autorización de quedarse en la capital para vivir con sus tíos. Así continúa su carrera, grabando su primer disco a los 13 años, representando a México por el Consejo Nacional de Turismo a España a la edad de 14 años, y filmado después de haber cumplido sus quince años de edad su primera película, La Comadrita, al lado de su madrina “La India María”.
Tuvo dos hijos, Leonardo Martínez, de quien no se tienen datos sobre su padre, y Beatriz Solís, durante su matrimonio con Marco Antonio Solís. Tuvo un tercer matrimonio con el empresario Óscar Herrera Calderón, el cual duró pocos meses.
En el año 2000, Beatriz Adriana sufrió la pérdida de su hijo, Leonardo Martínez, quien fue ejecutado por una banda de secuestradores. Temiendo por su vida, y la de su hija, se mudó a los Estados Unidos, lugar de nacimiento de sus dos hijos.Lo que reside en la ciudad de Corona, California, desde el mismo año.
Durante 2005 demanda a su esposo Marco Antonio Solís más conocido como "El Buki".
En 2012, Beatriz Adriana vuelve a ofrecer su talento al público con su nuevo disco "Amor en secreto", producido y dirigido por la propia artista.

## Trayectoria artística
A la edad de 13 años logra su primer contrato para grabar discos, y dos años después, debutó en la pantalla grande al intervenir en el filme La comadrita siendo amadrinada por la actriz María Elena Velasco "La India María".
Se dio a conocer en la emisión del Primer Festival de la Canción Ranchera el año de 1982, con el tema de "El cofrecito" del cantante, músico y compositor Juan Zaizar, obteniendo el primer lugar.
Ha grabado temas de Joan Sebastian, Juan Gabriel, José Alfredo Jiménez, Manolo Marroquí, Federico Méndez, entre otros. Incursionó en la balada romántica asesorada por quien en aquel entonces era su marido, el cantante y compositor, Marco Antonio Solís.
A principios del año 2007 participó en el programa de Televisión Azteca llamado Disco de oro, conducido por el cantante venezolano José Luis Rodríguez ("El Puma") y María Inés Guerra, en este concurso ella fue la ganadora más la grabación de un disco.
Dos años más tarde promocionaría su disco Que no me faltes que contendría varios éxitos musicales (entre ellos Estos celos, Tú de que vas, Que no me faltes, Me dediqué a perderte y Entra en mi vida), pero ahora con su voz y su estilo.

## Discografía
- Ay Mamá y La Frontera de Tijuana (Discos Musart)
- El Hígado (Discos Musart)
- (1976) Gozar y Gozar (Disco Peerless)
- (1977) Pa' Lo Que Quieran Mandar (Discos Peerless)
- (1978) Acéptame (Discos Peerless)
- (1979) Otra Vez Me Enamoré (Disco Peerless
- (1980) Adiós y Bienvenida (Discos Peerless)
- (1980) México y Su Música Vol. XIII (Discos Peerless)
- (1981) La Reina Es El Rey (Disco Peerless)
- (1981) El Cofrecito (Disco Peerless)
- (1982) Tu Burla (Discos Peerless)
- (1983) Beatriz Adriana con la Banda Costeña (Discos Peerless)
- (1983) Con El Canto En Las Venas (Discos Melody)
- (1984) Arrepentida y Sola (Discos Melody)
- (1986) A Punto De... (Discos Melody)
- (1987) La Luna Será La Luna (Fonovisa)
- (1989) Por El Resto De Mis Años (Fonovisa)[8]
- (1990) La Mamá De Los Pollitos (Fonovisa)
- (1991) Como No Gritarle Al Mundo (Fonovisa)
- (1991) Recuerdos (Fonovisa)
- (1993) Hay Que Saber Perder (Fonovisa)
- (1994) Grandes Éxitos Rancheros (Fonovisa)
- (1995) Yo y mi Banda (¡Ora Pues! Productions)
- (2012) Amor En Secreto (¡Ora Pues! Productions)
- (2013) Que No Me Faltes (Platino Records)
- Religioso (¡Ora Pues! Productions)
- ¡Ora Pues! En Vivo (¡Ora Pues! Productions)
- La Mera Mera con Banda (¡Ora Pues! Productions)
- Canto a Nuestra Madre de la Merced (religioso) (¡Ora Pues! Productions)

## Recopilaciones
- Mi Camino al Éxito (Discos Peerless)
- La Folclórica Más Bonita (Discos Peerless)
- 16 Éxitos Rancheros (Discos Peerless)
- ¡Ora Pues! (Discos Peerless)
- Disco De Oro (Discos Peerless)
- Celebrando El Cumpleaños De Pedro Infante (Discos Peerless)
- La Romántica (Discos Peerless)
- México y Su Música Vol. 9 (Discos Peerless)
- Series: México y Su Música (Discos Peerless)
- Serie Diamante 1 (Discos Peerless)
- Serie Diamante (5 Discos) (Discos Peerless)
- Imágenes (Discos Peerless)
- Inmortales de Oro con Aída Cuevas (Discos Peerless)
- Para Ti lo Mejor de... Mis Canciones (Discos Peerless)
- La Maravillosa Música De México (Discos Peerless)
- Las Estrellas de la Música Mexicana (Discos Peerless)
- Rancheras de Pegue: Aída Cuevas; Beatriz Adriana; Rosenda Bernal (Discos Peerless)
- Grandes Rancheras: Beatriz Adriana y Rosenda Bernal (Discos Peerless)
- Las Comadres con Banda: Beatriz Adriana y Verónica Castro (Discos Peerless)
- Emociones (Discos Peerless)
- Los Grandes Intérpretes de Cuco Sánchez (Discos Peerless)
- Parejas (Fonovisa)
- La Colección (Fonovisa)
- Jugo de Éxitos (Fonovisa)
- Camino Hacia El Milenio (Fonovisa)
- Súper: Aída Cuevas y Beatriz Adriana (Fonovisa)
- Encuentros Musicales: Yolanda Del Río y Beatriz Adriana (Fonovisa)
- Encuentros Musicales: Beatriz Adriana y Marisela (Fonovisa)
- Encuentros Musicales: Beatriz Adriana y Yolanda Del Río (Fonovisa)
- Entre Tú y Yo: Beatriz Adriana (Fonovisa)
- El Comienzo de la Historia (Fonovisa)
- Disco De Oro (Fonovisa)
- Las Intérpretes de Marco Antonio Solís "El Buki" (Fonovisa)
- Versiones Originales (3 Discos) (Univision Music Group)
- Mi Historia 20 Éxitos (Univision Music Group)

## Filmografía
- La Comadrita
- Son Tus Perjúmenes Mujer
- El Valiente Vive Hasta Que El Cobarde Quiere
- Caminos De Michoacán
- Palenque Sangriento
- El Charro Del Misterio
- Hijos De Tigre
- Pelea De Perros
- Como Perros Rabiosos
- Las Cabareteras
- El Preso n.º 9
- Ojo Por Ojo
- El Rey De Los Caminos
- Rosita Alvirez, Destino Sangriento
- Me Lleva La Tristeza
- Las Sobrinas Del Diablo
- Siempre en domingo
- Ahora Mis Pistolas Hablan
- La Coyota
- Y Tú... ¿Quién Eres?
- Malditos Amapoleros
- La Guerra Contra Las Drogas
- Una Norteña Brava
- Yo y Mi Banda
- Dos Fieras Indomables

## Reconocimientos
- Medalla del Príncipe Alfonso, España. (1972)
- Trofeo Tumy de Oro, Lima, Perú. (1974)
- Trofeo Globo de Oro por Venta de Discos, Los Ángeles, California. (1975)
- Trofeo Disco de Oro, por Ventas y popularidad, Hollywood, California. (1976)
- Diploma de la Artista Revelación de El segundo festival Ranchero otorgado por televisa, Ciudad de México. (1980)
- Medalla del primer lugar del Festival de la Canción Ranchera, otorgado por Televisa y siendo la canción ganadora El cofrecito interpretada por Beatriz Adriana y propia de Juan Saizar, Ciudad de México. (1981)
- Trofeo otorgado por el periódico El Heraldo de México como la mejor cantante Folclórica. (1981)
- Trofeo de la Mejor cantante Folclórica otorgado por la asociación Nacional Mexicana de Periodistas, Fotógrafos y Camarógrafos en la Ciudad de México. (1982)
- Trofeo como la mejor intérprete nacional otorgado por la Asociación Mexicana de Periodistas de Radio y Televisión. (1982)
- Trofeo de la reina de la Asociación Mexicana de Periodistas de Espectáculos otorgada, en Acapulco Guerrero. (1982)
- Nombramiento de Ciudadana Honoraria de Houston, Texas, otorgado por el alcalde de la ciudad. (1982)
- Trofeo y diploma a la Mexicana que le canta al mundo con los ojos, otorgado en Caracas, Venezuela por Venevisión. (1983)
- Trofeo Disco de Oro, en ventas por el disco con el canto en las venas, otorgado por Melody. (1984)
- Placa de la actriz de películas más taquillera del año, otorgado por la Asociación de Exhibidores de películas en Las Vegas, Nevada. (1984)
- Nombramiento de la más fina cantante de Rancheras en el Mundo Hispano, otorgado en Los Ángeles, California, por el alcalde de la ciudad. (1985)
- Trofeo Disco de Oro, por ventas del disco Arrepentida y Sola disco de baladas, otorgado por discos Melody. (1985)
- Nombramiento como la artista nacional más destacada de 1985, otorgado por DiscoMéxico. (Entregado en 1986)
- Trofeo Disco de Oro, en ventas por el disco de ranchero A punto De. (1986)
- Trofeo Disco de Oro, en ventas por el disco de balada  La luna será la luna otorgado por Melody. (1987)
- Trofeo Aplauso 92 , como la embajadora de México en el Mundo, Miami, Florida. (1988)
- Trofeo Disco de Oro, en ventas por el disco, La Mamá de Los pollitos, Melody. (1988)
- Trofeo Aplauso 92, como la artista más versátil, Miami, Florida. (1989)
- Trofeo Disco de Oro, por ventas por el L.P Por El Resto de Mis Años, Miami, Florida. (1989)
- Trofeo Aplauso 92, siendo nombrada como la madrina del evento, Miami, Florida. (1990)
- Trofeo Disco de Oro, por el L.P Recuerdos Melody. (1990)
- Trofeo Teatro Million Dollar, por el récord taquilla más alta de la historia entre 1973-1991, Los Ángeles Ca. (1991)
- Trofeo Disco de Oro, por el L.P., 15 éxitos de la música Mexicana, Melody. (1991)
- Diploma de Reconocimiento al Apoyo, otorgado por la fundación John Langdown. (1993)
- Reconocimiento Galardón Inmortal, de las huellas plasmadas en el paseo de las luminarias, Ciudad de México. (2000)
- Trofeo Palmas de Oro, por ser la mejor intérprete de la música folclórica, Ciudad de México. (2000)
- Reconocimiento de la Radiodifusora La Ley por ser una gran estrella mexicana y una figura a toda ley, Chicago, Illinois. (2001)
- Reconocimiento de South Gate, California, donde se le otorgan las llaves de la ciudad. (2002)
- Reconocimiento de la Radiodifusora, La Ley, Chicago, Illinois. (2002)
- Reconocimiento otorgado por el gobierno de Chihuahua, México, por su gran trayectoria artística. (2002)
- Premio Disco de Oro por el primer lugar en el concurso y reality show, donde concursaron 15 artistas de diferentes nacionalidades, otorgado por Televisión Azteca, Ciudad de México, 15 de abril de 2007.